# Odolenov
Odolenov je malá vesnice, část obce Hrádek v okrese Klatovy v Plzeňském kraji. Nachází se asi 2,5 kilometru jihozápadně od Hrádku. Je zde evidováno 24 adres. V roce 2011 zde trvale žilo 44 obyvatel.
Odolenov je také název katastrálního území o rozloze 2,57 km². V katastru vsi se nacházejí lázně Odolenka.

## Historie
První písemná zmínka o vesnici pochází z roku 1543.

## Obyvatelstvo
| Rok            | 1869 | 1880 | 1890 | 1900 | 1910 | 1921 | 1930 | 1950 | 1961 | 1970 | 1980 | 1991 | 2001 | 2011 | 2021 |
| -------------- | ---- | ---- | ---- | ---- | ---- | ---- | ---- | ---- | ---- | ---- | ---- | ---- | ---- | ---- | ---- |
| Počet obyvatel | 136  | 136  | 121  | 82   | 92   | 106  | 117  | 81   | 65   | 54   | 50   | 51   | 43   | 44   | 43   |
| Počet domů     | 18   | 18   | 18   | 17   | 18   | 18   | 21   | 20   | 16   | 16   | 15   | 17   | 20   | 22   | 24   |

## Obecní správa
Při sčítání lidu v letech 1850–1975 Odolenov byl samostatnou obcí, se kterým patřil nejprve do okresu Sušice, ale od roku 1960 v okrese Klatovy. Od 1. ledna 1976 je částí obce Hrádek v okrese Klatovy. V letech 1850–1975 k obci patřily Břetětice.

## Pamětihodnosti
- Kaple Panny Marie Pomocné

## Galerie

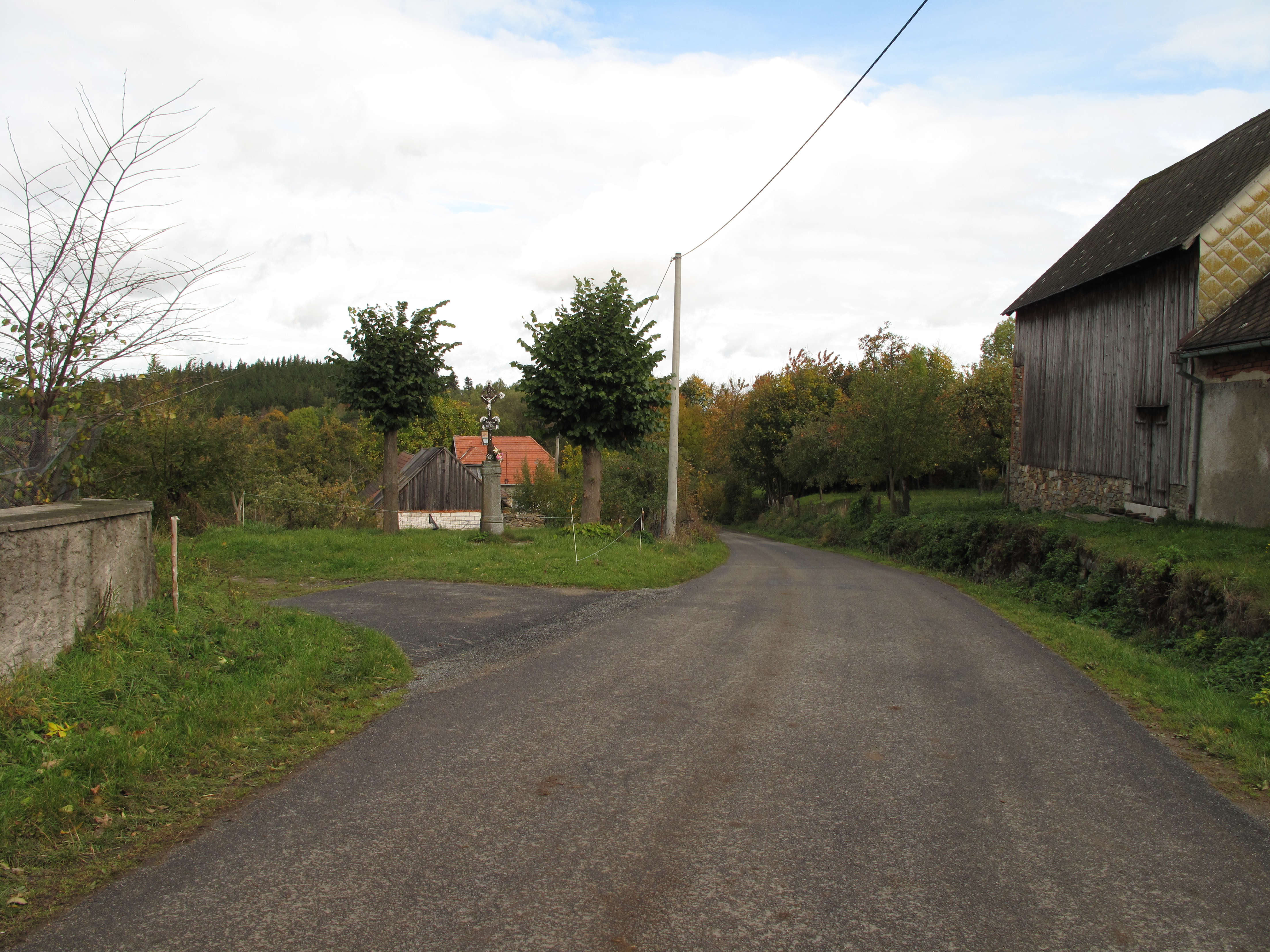
Boží muka
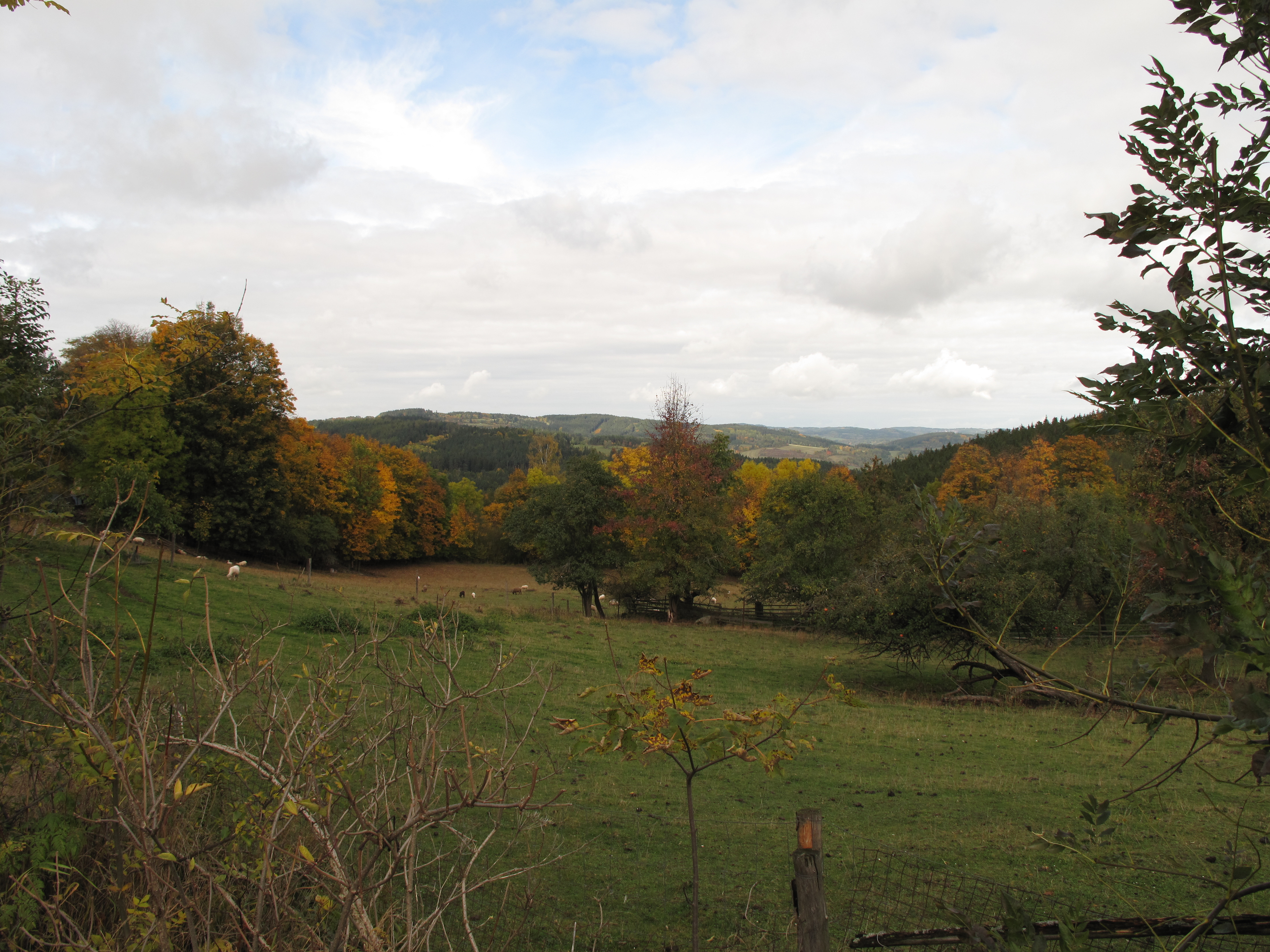
Pastvina
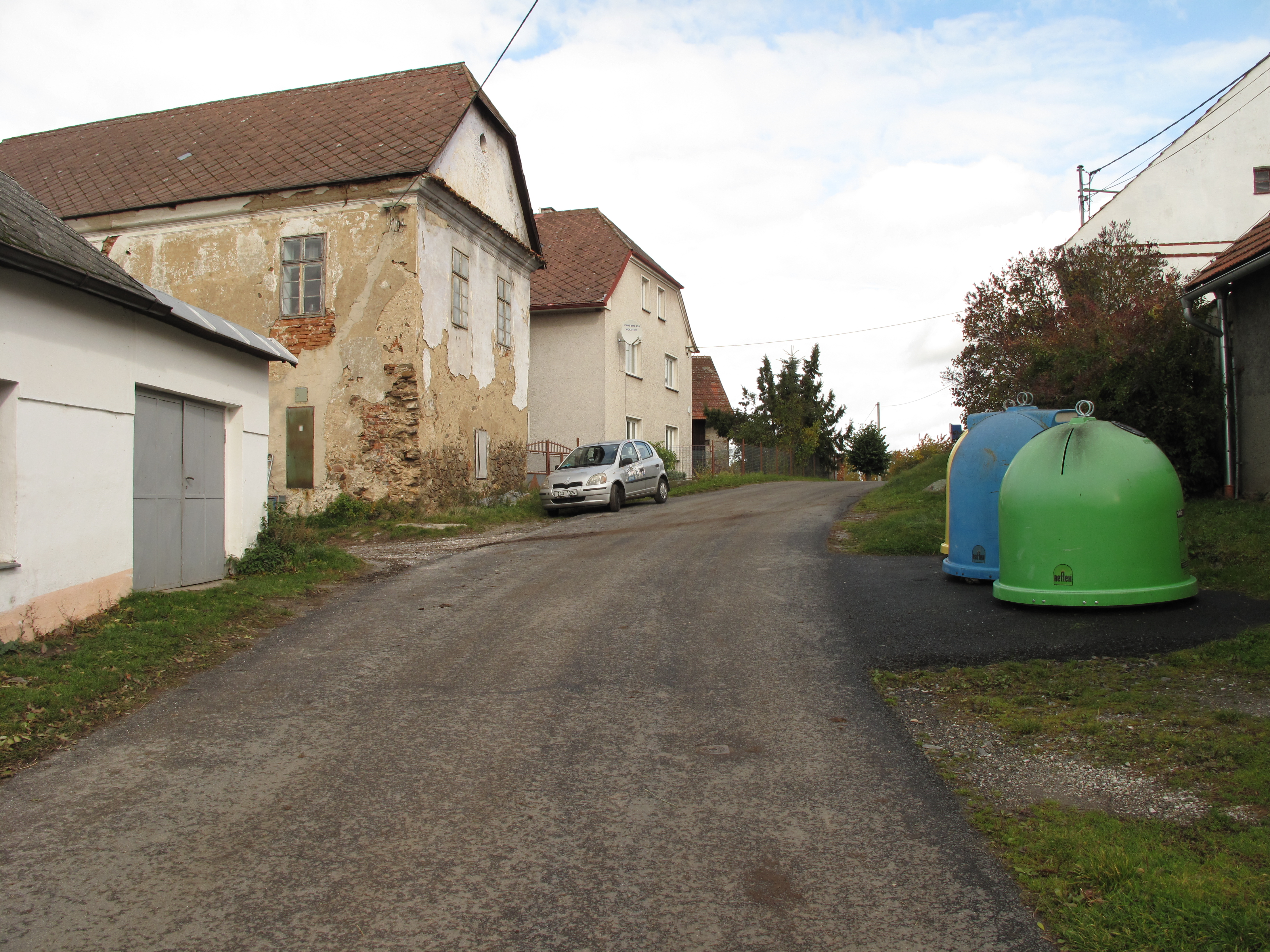
Cesta